# كاذي متشعب

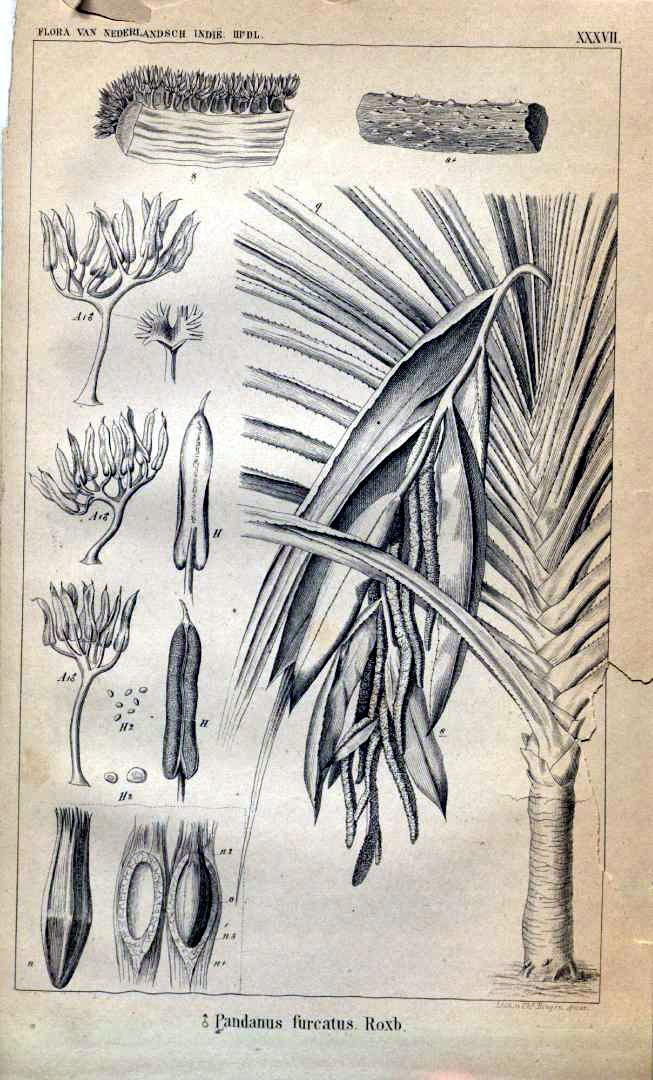

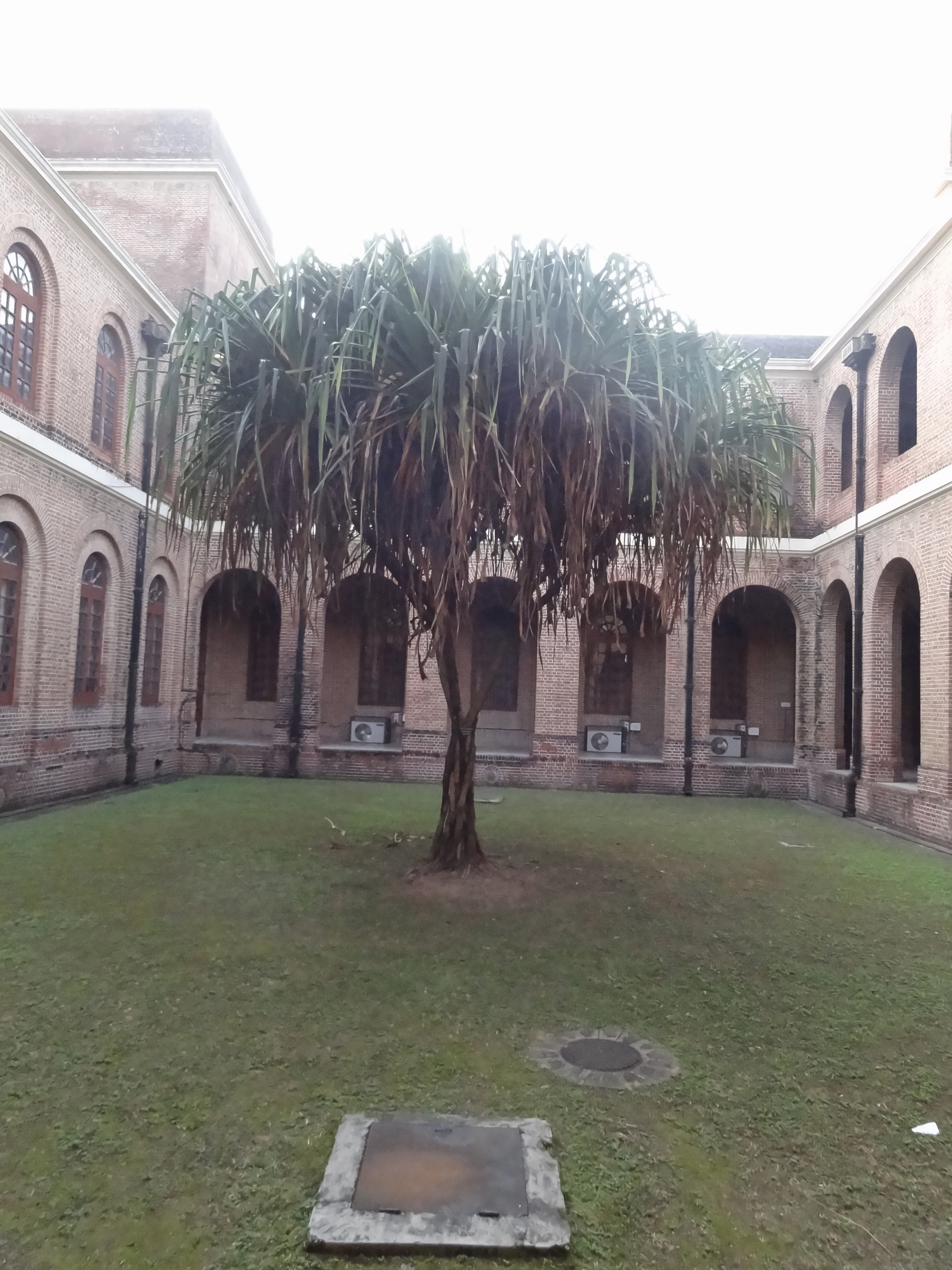
شجيرة كاذي متشعب في دهرادون، الهند

كاذي متشعب (الاسم العلمي:Pandanus furcatus) هو نوع من النباتات يتبع جنس الكاذي من الفصيلة الكاذية. ويعرف أيضا باسم كور korr أو بندان الهيمالايا أو الصنوبر المسماري النيبالي (يسمى كذلك لترتيب أوراقه مثل المسمار).

## الأنتشار والتوزيع
هذا النبات أصلي في سيكيم والهيمالايا في شمال شرق الهند وبوتان ونيبال وماليزيا وإندونيسيا وأستراليا وغرب أفريقيا، ويتواجد على المنحدرات الرطبة والظليلة من الوديان بين 300 و 1500 م. وكما هو متوقع فهو مقاوم للبرد وقادر على تحمل أحياناً الصقيع الخفيف، ينمو ببطء إلى شجرة متفرعة طويلة القامة - حوالي 17 مترا عند النضج - ويطفو على جذور هوائية مثل الركائز.
بالإضافة إلى منطقة الهيمالايا يتواجد بشكل طبيعي في الصين في قوانغشي والتبت أو (زيزانغ) ويونان وأيضا في ميانمار وجاوة وسومطرة وماليزيا.